# 龜山產業園區

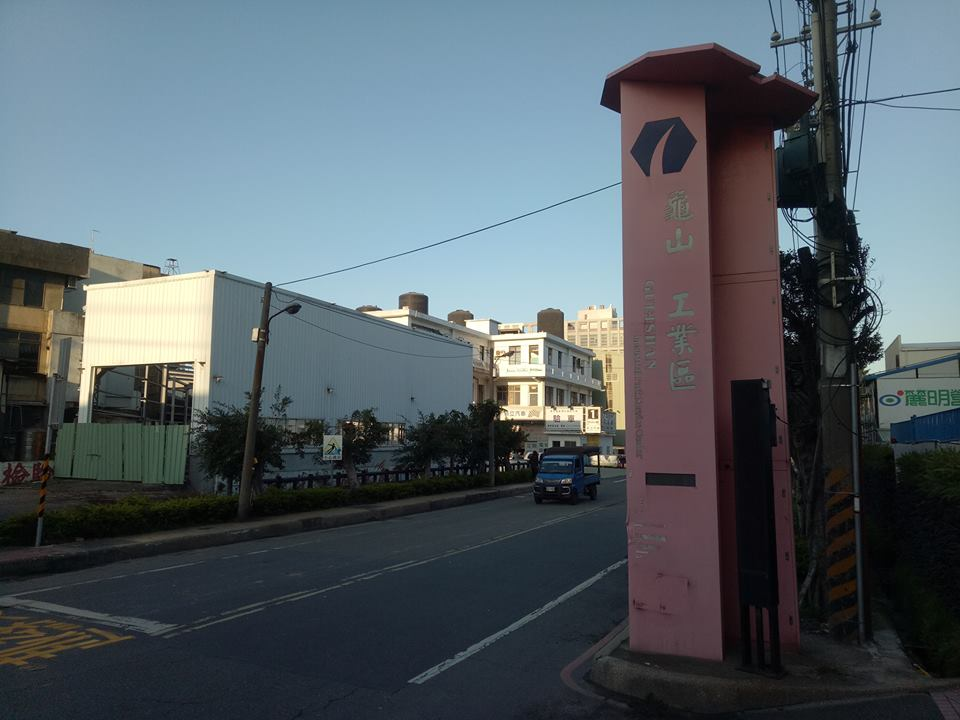
龜山工業區

龜山工業區是位於臺灣桃園市龜山區、桃園區交界處的綜合性工業區，1964年由經濟部工業局委由台灣土地開發公司與桃園縣政府配合規劃開發，1969年開發完成，屬於台灣早期的首批綜合型工業區；工業區總面積為131公頃，公共設施為12公頃。

## 設廠概況
龜山工業區廠家數226家，員工總數約2萬2000餘人。生產類別包括紡織染整、金屬、化學、電子、機械、食品等。

### 主要設廠公司
- 宏達電
- 華歌爾
- 欣興電子
- 可口可樂
- 台灣杜邦
- 南亞食品
- 南僑化工
- 台達電子
- 穩懋半導體
- 英業達
- 明基材料
- 維力大
- 佳世達
- 達方電子
- 和碩聯合科技

## 外部連結
- 經濟部工業局龜山工業區服務中心* （页面存档备份，存于）